# Гуцано (Терамо)
Гуцано (итал. Guzzano) је насеље у Италији у округу Терамо, региону Абруцо.
Према процени из 2011. у насељу је живело 128 становника. Насеље се налази на надморској висини од 370 м.